# 新三河鉄道
新三河鉄道株式会社（しんみかわてつどう）は、かつて愛知県名古屋市において軌道（路面電車）事業や路線バス事業を行っていた企業（株式会社）である。

## 歴史
名古屋市の市電は、1898年（明治31年）に開業した私鉄の名古屋電気鉄道を前身とし、1922年（大正11年）に同社が有していた市内線を市営化したことで成立した。しかし、名古屋市内にはこの名古屋電気鉄道とは別に路面電車を運営していた事業者もいくつか存在した。それらは、昭和期に入って別途市営化され、名古屋市電の一部となっている。この新三河鉄道もその一つである。
新三河鉄道の前身の愛知馬車鉄道（名古屋電気鉄道の前身とは別）は、飯田街道（国道153号）上を走る馬車鉄道を1908年（明治41年）に開業させた。1910年（明治43年）には早くも路線を狭隘な飯田街道から北側の新道（後の安田通）経由に付け替えて電車化し、社名は尾張電気軌道となり、愛称として「八事電車」と呼ばれるようになった。
昭和に入って、八事 - 挙母（後の豊田市）間の地方鉄道敷設を目指していた新三河鉄道（三河鉄道系列）が尾張電気軌道に興味を示すと、尾張電気軌道は八事電車と始めたばかりのバス事業を新三河鉄道に売却し解散した。1937年（昭和12年）には名古屋市に買収され、八事電車は名古屋市電の八事線となり、バスは名古屋市営バスの一部となった。
太平洋戦争中には、戦争による輸送量増加に伴う酷使で軌道が荒廃していたことや、また国鉄中央本線との平面交差が認められず千早線と分断されていたことから、トロリーバス（無軌道電車）への転換も検討された（名古屋市営トロリーバスも参照）。1944年（昭和19年）には戦時体制による路線整理で千早町 - 大久手間が撤去され、この区間は戦後復活しなかった。一方、今池 - 大久手 - 八事は更新の上で残すことが決定し、1950年（昭和25年）の循環東線整備後は今池経由で名古屋駅前までの直通運転が行われるようになった。このうち今池 - 大久手 - 安田車庫前は1974年（昭和49年）の市電全廃時まで存続した。
また、新三河鉄道が有していた免許は親会社の三河鉄道を経て名古屋鉄道に継承され、その後八事から日進市赤池までの区間については名古屋市交通局の手で建設されることになった。1978年（昭和53年）10月1日に八事 - 赤池間が名古屋市営地下鉄鶴舞線として、1979年（昭和54年）7月29日には赤池 - 梅坪間が名鉄豊田線として、それぞれ開業を見ている。

### 年表
- 1926年（大正15年）10月9日 - 新三河鉄道に対し鉄道免許状下付（西加茂郡挙母町-名古屋市東区東大曽根町間、愛知郡天白村-名古屋市中区広路町間）[6]
- 1927年（昭和2年）8月27日 - 三河鉄道の系列会社として、八事 - 挙母間の路線敷設を目指し、新三河鉄道設立（取締役神谷傳兵衛、伊原五郎兵衛ほか）[2]。
- 1929年（昭和4年）6月1日 - 新三河鉄道が尾張電気軌道の軌道事業および路線バス事業を買収する[1]。
- 1931年（昭和6年）11月25日 - 八事 - 東八事間廃止公告[7]。
- 1935年（昭和10年）8月7日 - 鉄道免許失効（1926年10月9日免許 愛知郡天白村植田-名古屋市東区東大曽根町間 指定ノ期限マテニ工事ニ着手セサルタメ）[8]
- 1937年（昭和12年）
  - 3月1日 - 軌道事業と路線バス事業を名古屋市へ譲渡[9]。
  - 12月16日 - 三河鉄道に西加茂郡挙母町 - 名古屋市昭和区広路町の免許を譲渡[10][注釈 2]。
  - 12月16日 - 新三河鉄道解散[11]。

## 軌道事業

### 保有路線

#### 路線データ
1930年8月当時
- 路線：
  - 本線：千早 - 大久手 - 八事間 5.3km
  - 支線：大久手 - 今池間 0.7km
  - 墓地線：八事 - 東八事間 0.5km
- 軌間：1067mm
- 電圧：直流600V
- 運賃：区間制

#### 運行概要
- 本線・支線
  - 運行時間：6:00から23:00
  - 所要時間：千早 - 八事間20分、大久手 - 今池間3分
- 墓地線
  - 運行時間：

#### 接続路線
- 千早停留場：名古屋市電千早線（千早町停留場）
- 今池停留場：名古屋市電覚王山線

### 保有車両
1937年（昭和12年）3月に市営化時、新三河鉄道の電車12両と貨車6両が名古屋市に継承された。多くが市営化直後に廃車されたが、一部は数年間使用され続けた。
新三河鉄道が保有していた電車は46人乗りの大型単車である。オープンデッキ構造で扉はなく、屋根はダブルルーフを採用し、外観は名古屋市電の単車に類似していたがやや大型であった。前面窓は3枚、側面窓は8枚である。集電装置にはトロリーポールを使用していた。市営化後の1937年9月27日付で、6両（車両番号は11, 13, 14, 18, 19, 20）が廃車され、2両（車両番号は16, 17）が秋保電気軌道（後の秋保電気鉄道）へ売却された。比較的状態の良かった4両は16～19号に車両番号を変更され、しばらく使用された。19号は戦後の1950年（昭和25年）3月14日付で、16～18号は1951年（昭和26年）10月18日付で廃車されたという記録があるが、1941年（昭和16年）度に定員46人の大型単車は消滅している。

## 路線バス事業
路線バス事業は、尾張電気軌道が名古屋市営バス創業より1年早い1929年（昭和4年）1月に開始したものである。主要路線は矢場町 - 八事間、矢場町 - 呼続間、熱田駅 - 八事間の3つで、そのほかに5つの連絡系統を運行していた。なお、ほとんどの区間で名古屋市営バスが並行運転をしていた。市営化された際、40台のバスが名古屋市に引き継がれた。
また、郊外バスの運行も行っており、矢場町 - 知立間の停留場名が記載された乗車券が残っている。ただし、郊外の路線は名古屋市に継承されていない。

## 輸送・収支実績
| 年度 | 輸送人員（人） | 貨物量（トン） | 営業収入（円） | 営業費（円） | 営業益金（円） | その他益金（円） | その他損金（円）     | 支払利子（円） |
| ---- | -------------- | -------------- | -------------- | ------------ | -------------- | ---------------- | -------------------- | -------------- |
| 1929 | 1,647,383      |                | 93,704         | 53,845       | 39,859         | 自動車443        | 雑損償却金利子36,024 |                |
| 1930 | 3,040,761      |                | 120,248        | 69,043       | 51,205         | 自動車6,176      | 償却金29,246         | 28,135         |
| 1931 | 3,027,211      |                | 109,908        | 62,321       | 47,587         | 自動車2,374      | 21,696               | 28,265         |
| 1932 | 2,618,120      |                | 91,837         | 51,249       | 40,588         |                  | 自動車及償却金12,229 | 28,359         |
| 1933 | 2,614,061      |                | 88,108         | 60,302       | 27,806         | 自動車391        |                      | 28,197         |
| 1934 | 2,443,956      |                | 81,432         | 59,648       | 21,784         | 自動車21,688     | 償却金20,932         | 22,540         |
| 1935 | 2,542,123      |                | 82,220         | 54,595       | 27,625         | 自動車21,075     | 償却金31,846         | 16,854         |
| 1936 | 2,552,591      |                | 84,839         | 54,700       | 30,139         | 自動車14,064     | 償却金27,217         | 16,986         |
| 1937 | 498,440        |                | 18,692         | 25,320       | ▲ 6,628        |                  | 自動車23,578         | 4,839          |

- 鉄道院年報、鉄道院鉄道統計資料、鉄道省鉄道統計資料、鉄道統計資料、鉄道統計各年度版